# Послання до Ефесян

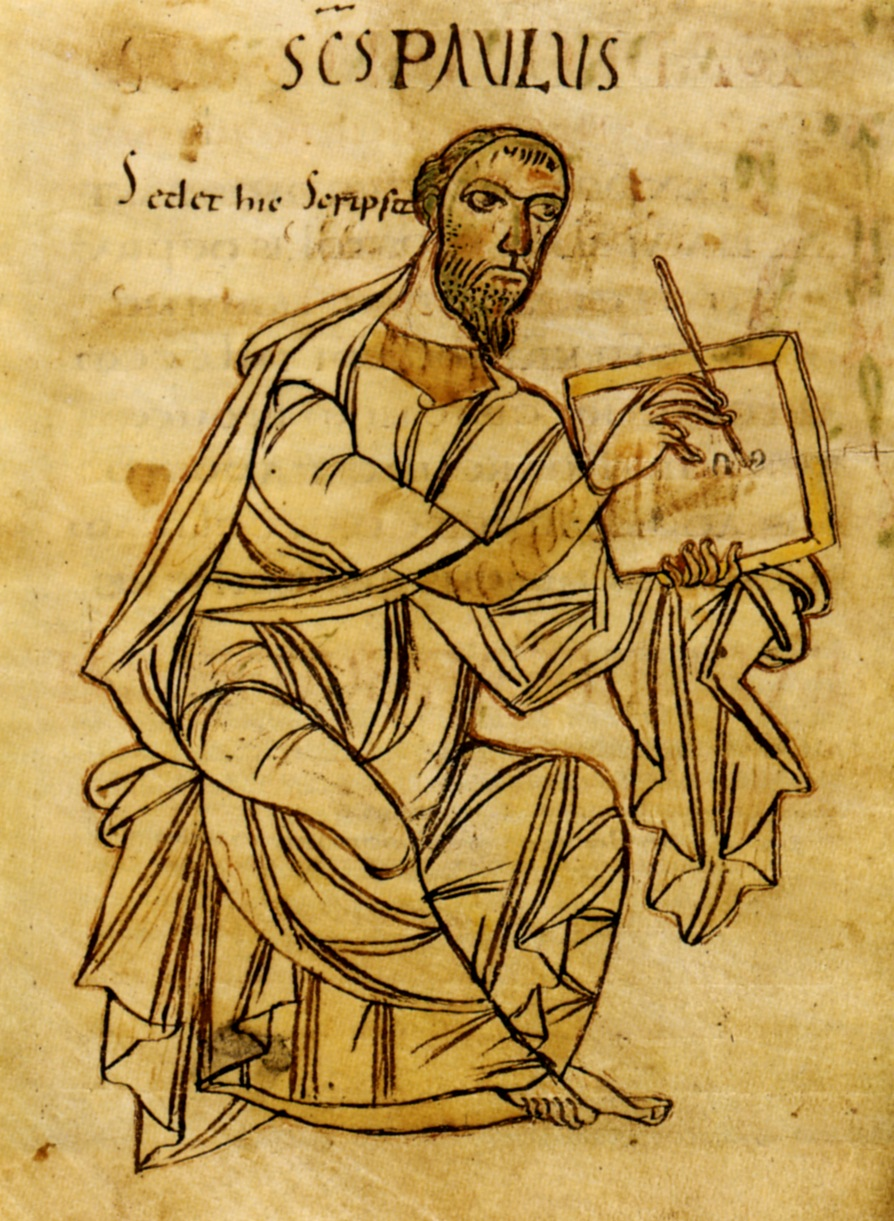
Апостол Павло пише листи. Середньовічний малюнок з видання його листів.

Послання до ефесян — один з листів апостола Павла, який увійшов до Нового заповіту. Адресоване жителям міста Ефесу, де апостол Павло проповідував під час своєї другої подорожі (глави 18, 19), а під час третьої подорожі зупинився в цьому місті на три роки, однак вимушений був покинути його через заворушення, підняте золотарем Дмитром (глави, 23). Послання до ефесян написане під час ув'язнення Павла в Римі в 62 — 63 роках.
Головні ідеї послання апостола — єдність Церкви, в якій повинні бути братами елліни й юдеї, всі люди, незалежно від їхніх достоїнств і талантів. В останніх двох розділах апостол нагадує обов'язки християн відносно суспільства й один до одного.

## Структура
- Привітання (1:1 -2)
- Благословення у Христі (1:2 -23)
- Спасіння благодаттю (2:1 -10)
- Єдність Церкви; погани й юдеї (2:11 -22)
- Таємниця домобудівництва Бога (глава 3)
- Єдність віри (глава 4)
- Обов'язки християн (5:1 -21)
- Обов'язки подружжя (5:21 -33)
- Обов'язки дітей та батьків (6:1 -4)
- Обов'язки рабів і панів (6:5 -9)
- Всеозброєння Боже (6:10 -20)
- Висновок (6:21 -24)